# سرخوماهی دم‌زرد
سرخوماهی دم‌زرد (نام علمی: Ocyurus chrysurus) نام یک گونه از تیره سرخوماهیان است.